# Slap, Tržič
Slap je naselje v Občini Tržič.